# Somalibussard
Der Somalibussard, auch Archerbussard (Buteo archeri) ist ein Greifvogel aus der Familie der Habichtartigen (Accipitridae).
Er bildet zusammen mit dem Augurbussard (Buteo augur) und dem Felsenbussard (Buteo rufofuscus) eine Superspezies. Mitunter werden diese drei Arten als konspezifisch betrachtet.
Er ist endemisch in Somalia.
Der Lebensraum umfasst das Hochland mit bergiger und hügeliger Savanne im Norden Somalias.
Der Artzusatz bezieht sich auf Geoffrey Francis Archer.

## Merkmale
Die Art ist 50 bis 55 cm groß. Sie ähnelt dem größeren Augurbussard (Buteo augur), unterscheidet sich aber deutlich dadurch, dass die Unterseite nicht weiß, sondern kastanienfarben ist. Auch ist der Rücken rotbraun, die Unterseite von Brust bis Unterschwanzdecken und die Schenkel sind rotbraun, nicht weiß. Kinn, Kehle und obere Brust sind weiß mit einzelnen schwarzen Flecken und Strichen. Bei einigen Vögeln die die Brust an der Seite schwärzlich gefiedert.
Die Iris ist dunkelbraun, der Schnabel dunkel schiefergrau, Wachshaut und Beine sind orange, die Krallen blau-grau. (aus der Originalbeschreibung)
Jungvögel sind blasser rotbraun bis weißlich auf der Unterseite mit vereinzelter Strichelung der Brust.
Die Art ist monotypisch.

## Stimme
Der Ruf ist nicht beschrieben.

## Lebensweise
Die Nahrung besteht aus vermutlich aus kleinen Wirbeltieren und Gliederfüßern, die als Lauerjäger oder im Suchflug gejagt werden.
Die Brutzeit liegt am Ende der Trockenzeit, Ende März Anfang April. Das Gelege besteht aus 1 bis 2 Eiern.

## Gefährdungssituation
Die Art ist nicht untersucht.